# Lourenço da Veiga
Lourenço Beirão da Veiga (ur. 7 września 1979 w Lizbonie) – portugalski kierowca wyścigowy.

## Kariera
Da Veiga rozpoczął karierę w międzynarodowych wyścigach samochodowych w 2001 roku od startu w Formule BMW Junior Cup Iberia oraz we Włoskiej Formule Renault. W Formule BMW dwunastokrotnie stawał na podium, w tym dwukrotnie na jego najwyższym stopniu. Uzbierane 376 punktów dało mu drugie miejsce w klasyfikacji kierowców. W późniejszych latach Portugalczyk pojawiał się także w stawce Europejskiego Pucharu Formuły Renault 2000, Hiszpańskiej Formuły 3, British GT Championship, SEAT Leon Supercopa Spain, World Touring Car Championship, SEAT Leon Eurocup, Spanish GT Championship, International GT Open, Blancpain Endurance Series, Copa de España de Super GT oraz Campeonato de Portugal de GT.
W World Touring Car Championship Portugalczyk wystartował podczas brytyjskiej rundy w sezonie 2008 z hiszpańską ekipą Sunred Engineering. W pierwszym wyścigu uplasował się na dwudziestej pozycji, a w drugim był dziewiętnasty.